# Nguyễn Thị Bình
Nguyễn Thị Bình, de nom de naixement Nguyễn Châu Sa, (Saigon, 26 de maig de 1927) és una exlíder comunista vietnamita que va negociar a la Conferència de Pau de París en nom del Front Nacional d'Alliberament del Vietnam (Việt Cộng).

## Trajectòria
Nascuda el 26 de maig de 1928 a la ciutat vietnamita de Saigon, fou la neta del líder independentista Phan Chu Trinh. Va estudiar francès al Liceu Sisowath de Cambodja i va treballar com a professora durant la colonització francesa del Vietnam. Es va afiliar al Partit Comunista del Vietnam el 1948. Entre el 1945 i el 1951 va participar en diversos moviments intel·lectuals contra els colons francesos. Posteriorment, va ser arrestada i empresonada entre 1951 i 1953 a la presó de Chi Hoa (Saigon) per l'autoritat colonial francesa al Vietnam.
Durant la Guerra del Vietnam, va esdevenir membre del comitè central del Vietcong i en vicepresidenta de l'Associació de Dones per a l'Alliberament del Vietnam del Sud. El 1969 va ser nomenada ministra de Relacions Exteriors del Govern Revolucionari i Provisional de la República del Vietnam del Sud jugant un paper important en els Acords de Pau de París de 1973, un acord internacional per posar fi a la guerra i restablir la pau al Vietnam, que va entrar en vigor el 17 de gener de 1973. Ella en fou una de les signants dels Acords.
Després de la Guerra del Vietnam, va ser nomenada ministra d'Educació de la República Socialista del Vietnam i de 1982 a 1986 va ser membre del comitè central del Partit Comunista del Vietnam. En acabat, va ostentar el càrrec de sotsdirectora de Relacions Exteriors del departament central del partit entre 1987 i 1992. L'Assemblea Nacional del Vietnam va escollir-la dues vegades per al càrrec de vicepresidenta de la República Socialista del Vietnam per als períodes de 1992-1997 i 1997-2002.